# Centríol

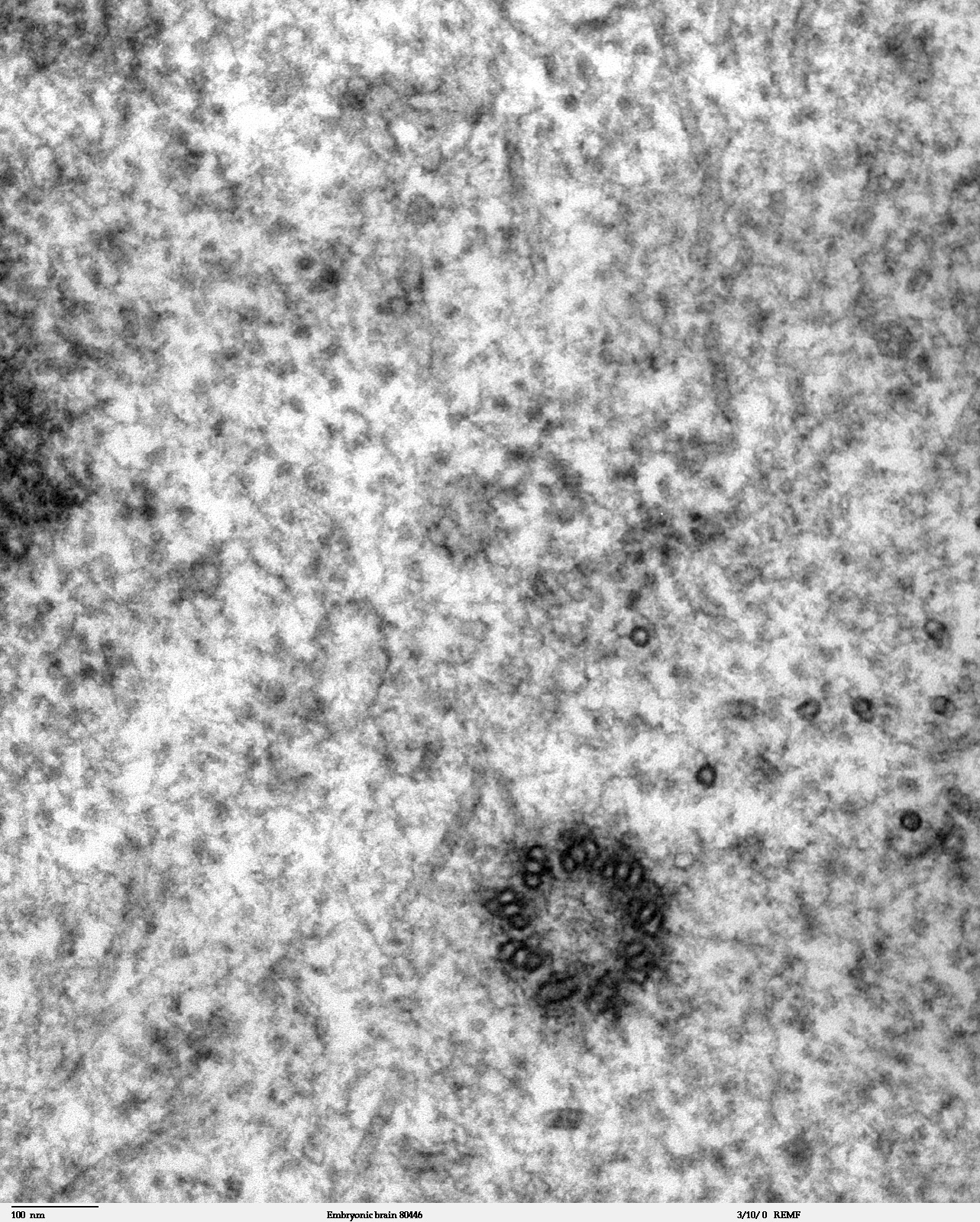
Centríol seccionat mostrant els nou triplets de microtúbuls. Imatge presa per un microscopi electrònic de transmissió.

Els centríols són un tipus d'orgànul cel·lular propi de les cèl·lules eucariotes. Al microscopi electrònic s'observen com dos cilindres buits amb les parets formades per filaments, anomenats centres cel·lulars. Els centríols s'encarreguen de dirigir el moviment dels filaments del citoesquelet i els microtúbuls, encarregats de separar els cromosomes durant la mitosi i la meiosi durant la citocinesi, és a dir, quan es divideix. Estan envoltats de proteïnes.
Els centríols estan presents en les cèl·lules de molts organismes eucariotes, prop de la membrana nuclear, per exemple en les dels animals. Tanmateix, són absents en coníferes (pinòfits), plantes amb flors (angiospermes) i en la majoria dels fongs. Igualment, tan sols són presents en els gàmetes masculins de caròfits, briòfits, pteridòfits, cícades i Ginkgo.